# Novomîhailivka (Pidlisnivka), Sumî
Novomîhailivka (în ucraineană Новомихайлівка) este un sat în comuna Pidlisnivka din raionul Sumî, regiunea Sumî, Ucraina.

## Demografie
Componența lingvistică a localității Novomîhailivka
     Ucraineană (95,05%)
     Rusă (4,95%)
Conform recensământului din 2001, majoritatea populației localității Novomîhailivka era vorbitoare de ucraineană (95,05%), existând în minoritate și vorbitori de rusă (4,95%).